# Roundpen
En roundpen er et rundt aflukket område, hvor hesten naturligt vælger at holde sig ude ved siderne (flygte), mens tilrideren befinder sig i midten.
Den er effektiv, hvis man vil bruge Monty Roberts' metoder.[kilde mangler]
| Sport | Spire Denne artikel om sport er en spire som bør udbygges. Du er velkommen til at hjælpe Wikipedia ved at udvide den. |

| Dyr | Spire Denne artikel om dyr er en spire som bør udbygges. Du er velkommen til at hjælpe Wikipedia ved at udvide den. |